# Liste der deutschen Verteidigungsminister
Verteidigungsminister bzw. im Deutschen Reich Reichswehrminister war ein ständiger Kabinettsposten in den unterschiedlichen deutschen Staatssystemen.

## Kriegsminister im Königreich/Freistaat Preußen (1701–1919)

Flagge des Königreiches Preußen 1803–1892

## Reichsminister des Krieges in der Provisorischen Zentralgewalt (1848/1849)

Reichsadler der Zentralgewalt

| Name                                         | Amtszeit (Beginn) | Amtszeit (Ende)   |
| -------------------------------------------- | ----------------- | ----------------- |
| Eduard von Peucker                           | 15. Juli 1848     | 16. Mai 1849      |
| August Ludwig zu Sayn-Wittgenstein-Berleburg | 21. Mai 1849      | 20. Dezember 1849 |

## Reichswehrminister in der Weimarer Republik (1919–1933)

Wappen der Weimarer Republik

| Name                | Amtszeit (Beginn) | Amtszeit (Ende) | Partei |
| ------------------- | ----------------- | --------------- | ------ |
| Gustav Noske        | 13. Februar 1919  | 22. März 1920   | SPD    |
| Otto Geßler         | 27. März 1920     | 19. Januar 1928 | DDP    |
| Wilhelm Groener     | 20. Januar 1928   | 30. Mai 1932    | –      |
| Kurt von Schleicher | 1. Juni 1932      | 28. Januar 1933 | –      |

## Reichswehrminister im Deutschen Reich (1933–1945)

Hoheitszeichen des Deutschen Reichs 1935–1945

| Name                | Amtszeit (Beginn) | Amtszeit (Ende) | Partei |
| ------------------- | ----------------- | --------------- | ------ |
| Werner von Blomberg | 30. Januar 1933   | 27. Januar 1938 | –      |
| Adolf Hitler        | 4. Februar 1938   | 30. April 1945  | NSDAP  |
| Karl Dönitz         | 30. April 1945    | 23. Mai 1945    | NSDAP  |

## Minister für Nationale Verteidigung der DDR (1956–1990)

Wappen der DDR

| Name                                    | Amtszeit (Beginn) | Amtszeit (Ende)   | Partei |
| --------------------------------------- | ----------------- | ----------------- | ------ |
| Willi Stoph                             | 1. März 1956      | 14. Juli 1960     | SED    |
| Heinz Hoffmann                          | 14. Juli 1960     | 2. Dezember 1985  | SED    |
| Heinz Keßler                            | 3. Dezember 1985  | 18. November 1989 | SED    |
| Theodor Hoffmann                        | 18. November 1989 | 12. April 1990    | SED    |
| Minister für Abrüstung und Verteidigung |                   |                   |        |
| Rainer Eppelmann                        | 12. April 1990    | 2. Oktober 1990   | DA     |

## Bundesminister der Verteidigung der Bundesrepublik Deutschland (seit 1955)

Wappen der Bundesrepublik

| Name                            | Amtszeit (Beginn)               | Amtszeit (Ende)                 | Partei                          |
| Bundesminister für Verteidigung | Bundesminister für Verteidigung | Bundesminister für Verteidigung | Bundesminister für Verteidigung |
| ------------------------------- | ------------------------------- | ------------------------------- | ------------------------------- |
| Theodor Blank                   | 7. Juni 1955                    | 16. Oktober 1956                | CDU                             |
| Franz Josef Strauß              | 16. Oktober 1956                | 29. Dezember 1961               | CSU                             |
| Bundesminister der Verteidigung |                                 |                                 |                                 |
| Franz Josef Strauß              | 30. Dezember 1961               | 9. Januar 1963                  | CSU                             |
| Kai-Uwe von Hassel              | 9. Januar 1963                  | 1. Dezember 1966                | CDU                             |
| Gerhard Schröder                | 1. Dezember 1966                | 21. Oktober 1969                | CDU                             |
| Helmut Schmidt                  | 22. Oktober 1969                | 7. Juli 1972                    | SPD                             |
| Georg Leber                     | 7. Juli 1972                    | 16. Februar 1978                | SPD                             |
| Hans Apel                       | 17. Februar 1978                | 1. Oktober 1982                 | SPD                             |
| Manfred Wörner                  | 4. Oktober 1982                 | 18. Mai 1988                    | CDU                             |
| Rupert Scholz                   | 18. Mai 1988                    | 21. April 1989                  | CDU                             |
| Gerhard Stoltenberg             | 21. April 1989                  | 31. März 1992                   | CDU                             |
| Volker Rühe                     | 1. April 1992                   | 26. Oktober 1998                | CDU                             |
| Rudolf Scharping                | 27. Oktober 1998                | 19. Juli 2002                   | SPD                             |
| Peter Struck                    | 19. Juli 2002                   | 22. November 2005               | SPD                             |
| Franz Josef Jung                | 22. November 2005               | 28. Oktober 2009                | CDU                             |
| Karl-Theodor zu Guttenberg      | 28. Oktober 2009                | 3. März 2011                    | CSU                             |
| Thomas de Maizière              | 3. März 2011                    | 17. Dezember 2013               | CDU                             |
| Ursula von der Leyen            | 17. Dezember 2013               | 17. Juli 2019                   | CDU                             |
| Annegret Kramp-Karrenbauer      | 17. Juli 2019                   | 8. Dezember 2021                | CDU                             |
| Christine Lambrecht             | 8. Dezember 2021                | 19. Januar 2023                 | SPD                             |
| Boris Pistorius                 | 19. Januar 2023                 | amtierend                       | SPD                             |